# Al Swearengen
Ellis Albert "Al" Swearengen (Oskaloosa, Iowa; 8 de julio de 1845 - Denver, Colorado; 15 de noviembre de 1904) fue un proxeneta estadounidense y uno de los primeros magnates de espectáculos en Deadwood, Dakota del Sur, dirigiendo el Gem Theater, un notorio burdel, durante 22 años, combinando una reputación de brutalidad y astucia para forjar alianzas políticas que le permitieron permanecer impune frente a la ley.

## Biografía
Al Swearengen y su hermano gemelo, Lemuel, eran dos de los diez hijos de Daniel Swearengen y Keziah (a menudo llamada Katie) Swearengen de Oskaloosa, Iowa. Al contrario que muchos de los residentes de Deadwood que se habían marchado cuando eran jóvenes en busca de fortuna para vivir en los territorios fronterizos del "Salvaje Oeste", Al Swearengen permaneció en su hogar hasta la madurez, y llegó a Deadwood en mayo de 1876 con su esposa, Nettie Swearengen. Nettie se divorció de él alegando abusos maritales y Swearengen terminaría casándose en otras dos ocasiones. Todos sus matrimonios terminaron igual.
Al Swearengen fue uno de los primeros residentes de Deadwood que no era un buscador de oro ni un minero; representaba el comienzo de la segunda oleada de inmigrantes, atraídos allí por la posibilidad de obtener riquezas no buscando oro, sino ofreciendo servicios a los buscadores y mineros. Construyó un pequeño saloon llamado el Cricket Saloon, que proporcionaba esparcimiento en su estrecho espacio a los mineros locales en lo que se anunciaba como "competiciones de boxeo", aunque no se daban premios. En un año Swearengen había acumulado suficiente dinero para construir un local mucho más grande y opulento, el Gem Variety Theater, que abrió el 7 de abril de 1877 y en el que se celebraban las popularizadas "competiciones de boxeo", además de espectáculos de escena y donde, sobre todo, se ejercía la prostitución.
Al Swearengen atraía a jóvenes desesperadas de lugares lejanos a Deadwood y entonces las obligaba a prostituirse mediante una combinación de amenazas y brutalidad física, realizada por él mismo o sus matones. Los resultados eran muy lucrativos y el Gem Theater le proporcionaba una media de 5.000 dólares por noche, y a veces hasta 10.000 dólares (que serían entre 140.000 y 280.000 dólares con una inflación ajustada al año 2009). Cuando el Gem Theater ardió junto con gran parte de la ciudad de Deadwood en un incendio el 26 de septiembre de 1879, Swearengen reconstruyó el local más grande y opulento que nunca, en medio de la aclamación pública. El talento de Swearengen le proporcionó muchas alianzas e influencias que le permitieron resistir la creciente presión para proporcionar orden a la ciudad, incluyendo las presiones del sheriff Seth Bullock, hasta que el Gem Theater volvió a arder en 1899. En esta ocasión Swearengen no reconstruyó el local y volvió a casarse ese mismo año con Odelia Turgeon. Parece que la iglesia metodista de Deadwood -que también realizaba su propia cruzada moralista para "limpiar" la ciudad- tenía entre sus objetivos el cierre del Gem Theater.
Según su obituario, Al Swearengen fue encontrado muerto en medio de una calle suburbana de Denver, Colorado, el 15 de noviembre de 1904 y la causa de la muerte parece que fue una fuerte herida en la cabeza, sugiriendo que fue asesinado y no un salto para tomar un tren que estaba perdiendo, como a menudo se informa.

## En la cultura popular
Al Swearengen constituye la base para uno de los personajes principales con el mismo nombre de la serie de televisión Deadwood, donde es interpretado por el actor inglés Ian McShane. El personaje de Swearengen es caracterizado como un matón cruel y muy inteligente con una afinidad natural por las manipulaciones políticas. En el episodio piloto de la serie, el personaje de Swearengen afirma tener lazos de sangre con la nobleza inglesa (probablemente un comentario sarcástico) y haber nacido en el extranjero. A pesar de cometer asesinatos, proxenetismo, tráfico de drogas y extorsión, Al Swearengen aparece como un individuo que se rige según su propio código moral y que incluso es capaz de realizar actos desinteresados de amabilidad.